# سیارک ۱۶۱۵۰
سیارک ۱۶۱۵۰ (به انگلیسی: 16150 Clinch، نامگذاری:1999XZ227) شانزده هزار و صد و پنجاهمین سیارک کشف شده‌است که در ۹ دسامبر ۱۹۹۹ کشف شد.
قدر مطلق سیارک برابر ۱۷.۸ است.